# 푸블릴리우스 시루스
푸블릴리우스 시루스(Publilius Syrus, 기원전 85년 ~ 기원전 43년)는 고대 로마의 작가이자 풍자시인이다. 시리아 안티오크 출신의 노예로 이탈리아에 팔려왔지만 그의 재능을 높이 산 주인에 의해 해방되고 교육받아 작가가 될 수 있었다.

## 명언
- 구르는 돌에는 이끼가 끼지 않는다
- 시도해보지도 않고는 누구도 자신이 얼마만큼 해 낼 수 있는지 알지 못한다.
- 남은 많이 용서하되 자신은 결코 용서하지 말라.
- 가장 높은 곳에 올라가려면, 가장 낮은 곳부터 시작해라.
- 하루하루를 우리의 마지막 날인 듯이 보내야 한다.